# Manuel Dañil
Manuel Dañil fue un futbolista argentino que se desempeñaba como centrocampista. Se destacó en Tigre y River Plate. Fue uno de los mejores centrohalf de la década de 1930.

## Historia
No había cumplido dieciséis años cuando fue a trabajar en la casa de un pariente que vivía en Belgrano, allí lo reconoció Chopi Giulidori (un crack del amateurismo) y lo interesó para incorporarse a Tigre. Después de jugar en reserva, debutó en 1927 y de inmediato se consagra como uno de sus mejores en su puesto, siendo convocado para integrar la Selección Argentina de Fútbol.
Apenas comenzó el profesionalismo se fue a River Plate, en donde se consagró campeón en 1932 siendo una de sus figuras y, compartiendo equipo con un crack desde las filas tigrenses, reconocido nacional e internacionalmente como lo fue Bernabé Ferreyra.
Pasó luego a Estudiantes de La Plata y Racing Club para regresar a Tigre, ya desarrollando un juego muy diferente al de sus comienzos, donde corría para todos lados los 90 minutos. Su nueva etapa, ya más aplomado, estuvo signada por su expiencia, que le había enseñado a desenvolverse más con su ubicación en la cancha que con el despliegue físico expuesto en sus ínicios.

## Trayectoria
| Club                    | País      | Período   |
| ----------------------- | --------- | --------- |
| Tigre                   | Argentina | 1927-1932 |
| River Plate             | Argentina | 1932-1934 |
| Estudiantes de La Plata | Argentina | 1934-1935 |
| Racing Club             | Argentina | 1935-1936 |
| Tigre                   | Argentina | 1937-1939 |

## Palmarés

### Campeonatos nacionales
| Título              | Equipo      | País      | Año  |
| ------------------- | ----------- | --------- | ---- |
| Primera División    | River Plate | Argentina | 1932 |
| Copa de Competencia | River Plate | Argentina | 1932 |